# Collins (crater lunar)

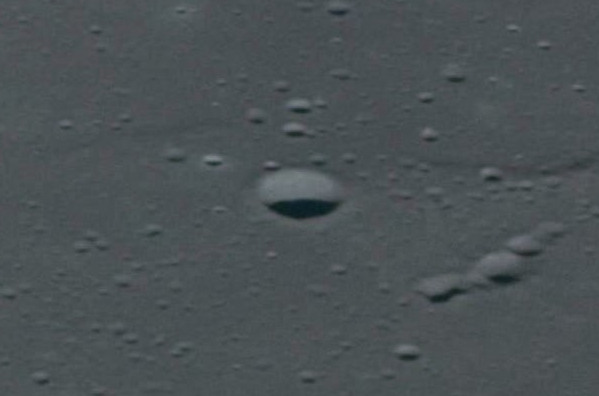
Vedere oblică a craterului Armstrong obținută de pe Apollo 10

Collins este un mic crater lunar de impact situat în partea de sud a Mării Liniștii. Se află situat la aproximativ 25 de kilometri de locul de de aterizare al Apollo 11. Numit după astronautul american Michael Collins, craterul reprezintă elementul central al unui sir de trei cratere numite în onoarea membrilor echipajului Apollo 11. La aproximativ 15 kilometri spre vest-nord-vest se află locul de aterizare al sondei lunare Surveyor 5.   
Acest crater a fost identificat anterior ca „Sabine D”, înainte de a fi redenumit de Uniunea Astronomică Internațională. La rândul său, Sabine este situată la vest de Collins.  

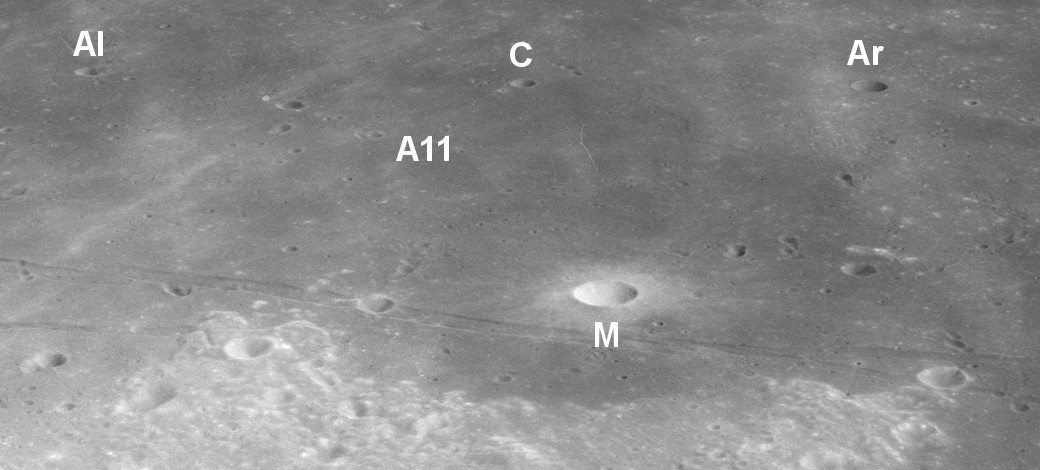
Vedere oblică adnotată furnizată de Apollo 16, care indică locului de aterizare Apollo 11 (A11) relativ la craterele Aldrin (Al), Collins (C), Armstrong (Ar) și Moltke (M)